# Ovidiu Perianu
Ovidiu Perianu, né le 16 avril 2002 à Bârlad en Roumanie, est un footballeur roumain qui joue au poste de milieu défensif à l'Unirea Slobozia.

## Biographie

### En club
Natif de Bârlad en Roumanie, Ovidiu Perianu est formé par le Steaua Bucarest. 
Il fait partie des nombreux jeunes joueurs à avoir intégré le groupe professionnel lors de la saison 2019-2020. Il joue son premier match en professionnel le 25 juillet 2019, lors d'une rencontre qualificative pour la Ligue Europa face à l'Alashkert FC. Il entre en jeu à la place de Florinel Coman et son équipe s'impose par trois buts à zéro.
Il remporte la Coupe de Roumanie en 2020, en entrant en jeu lors de la finale face au Sepsi Sfântu Gheorghe (0-1).
Le 3 janvier 2023, Ovidiu Perianu est prêté jusqu'à la fin de la saison au Chindia Târgoviște.

### En sélection nationale
Depuis 2019 Ovidiu Perianu joue pour l'équipe de Roumanie des moins de 18 ans, où il officie notamment comme capitaine.

## Palmarès
Steaua Bucarest
- Coupe de Roumanie (1) :
  - Vainqueur : 2019-20.